# Autopsy
Autopsy es una influyente banda de death metal, fundada en 1987 en los Estados Unidos por el baterista Chris Reifert después de dejar Death.

## Biografía
Comenzando su carrera con el LP Severed Survival, Autopsy toma un sonido similar a la era del Scream Bloody Gore de Death, pero pronto cambiaron a un sonido influenciado por el doom metal en el EP Retribution for the Dead. El siguiente álbum, Mental Funeral, expandió el estilo "death doom" de Autopsy, y fue recibió con gran aclamación por la crítica. Habiendo completado un exitoso tour por Europa después del lanzamiento de Mental Funeral, la banda volvió al estudio para grabar el EP Fiend for Blood, que fue seguido por su tercer álbum Acts of the Unspeakable. El último álbum de Autopsy, Shitfun, fue influenciado por el hardcore punk y preparó fanes para Abscess, el proyecto de Danny Coralles y Chris Reifert hicieron después de la separación de Autopsy en 1995.
En 2004 se hizo una mención al grupo en el documental Metal: A Headbanger's Journey, en el que el director y presentador Sam Dunn lee en voz alta un verso de la canción Charred Remains.

## Miembros
- Chris Reifert - Voz, Batería (1987-1995)
- Danny Coralles - Guitarra (1987-1995)
- Eric Cutler - Guitarra (1987-1995)
- Eric Eigard - Bajo (1987)
- Ken Sovary - Bajo (1988-1990)
- Steve Cutler - Bajo (1991)
- Josh Barohn - Bajo (1992)
- Freeway Migliore - Bajo (1995)

### Músicos de Sesión
- Steve Digiorgio - Bajo (Severed Survival y Fiend for Blood)

## Discografía

### Demos
- 1987 Demo
- Critical Madness

### Álbumes de estudio
- Severed Survival (1989)
- Mental Funeral (1991)
- Acts of the Unspeakable (1992)
- Shitfun (1995)
- Macabre Eternal (2011)
- The Headless Ritual (2013)
- Tourniquets, Hacksaws and Graves (2014)
- Morbidity Triumphant (2022)

### EP
- Retribution for the Dead
- Fiend for Blood
- Horrific Obsession
- The Tomb Within
- Skull Grinder (2015)

### En Vivo y Compilaciones
- Ridden with Disease
- Torn from the Grave
- Dead as Fuck
- All Tomorrow's Funerals (2012) Best Of
- Introducing Autopsy (2013) Best Of
- After The Cutting (2015) Best Of

## Filmografía
- Dark Crusades